# تازة كند خوشة مهر (بناجوي الشرقي)
تازة کند خوشة مهر (بالفارسية: تازه‌کند خوشه‌مهر) هي مستوطنة تقع في إيران في قسم بناجوي الشرقي الريفي. يقدر عدد سكانها بـ 1,814 نسمة .